# Rhynchactis leptonema
Rhynchactis leptonema is een straalvinnige vissensoort uit de familie van wipneuzen (Gigantactinidae). De wetenschappelijke naam van de soort is voor het eerst geldig gepubliceerd in 1925 door Regan.